# Wincenty Jordan Rozwadowski
Wincenty Jordan Rozwadowski herbu Trąby, ps. „Pascal” (ur. 2 stycznia 1916 w Lozannie, zm. 13 grudnia 1975 w Mbabane) – porucznik Polskich Sił Zbrojnych.

## Życiorys
Urodził się 2 stycznia 1916 w Lozannie. Był synem Jana Emanuela Rozwadowskiego (polityka Narodowej Demokracji i sekretarza Komitetu Narodowego Polskiego w Paryżu) oraz Marii z Jordan Rozwadowskich (małżeństwo kuzynów). Był bratem Cecylii (oficer Armii Krajowej) oraz bratankiem gen. Tadeusza Rozwadowskiego.
Przed wybuchem II wojny światowej ukończył studia na Akademii Handlu Zagranicznego we Lwowie. Na uczelni był przewodniczącym Związku Akademickiego „Młodzież Wszechpolska”. 
W czasie wojny był jednym z organizatorów, obok Romana Czerniawskiego i Mieczysława Słowikowskiego, konspiracyjnej organizacji „Ewakuacja” wchodzącej w skład siatki wywiadowczej Ekspozytura „Francja” kierowanej przez kpt. Wincentego Zarembskiego, a później jednym z kierowników polskiej siatki wywiadowczej „F-2” we Francji. Do jego bliskich współpracowników należał wówczas Stanisław Łucki. Po wyzwoleniu Francji służył w 1 Dywizji Pancernej.
Po II wojnie światowej wyemigrował do Afryki Południowej, gdzie zaangażował się w działalność antyrasistowską. Był członkiem „Demokratycznej Partii Suazi”. W 1968 roku jako jedyny biały przedstawiciel Suazi uczestniczył w londyńskich rozmowach politycznych poprzedzających nadanie krajowi niepodległości. Zmarł 13 grudnia 1975 w Mbadane.